# Juliewo
Juliewo (bułg. Юлиево) – wieś w centralnej Bułgarii, w Obwodzie Stara Zagora, w Gminie Mygliż.

## Natura
Przez miejscowość przepływa rzeka Tundża, która jest żeglowna. Istnieją tu jeziora, które są miejscem rekreacji i rybołówstwa dla mieszkańców okolicznych miejscowości. 
Jest tu też las, w którym stoją stare dęby i rzadkich gatunki flory i fauny. Miejscowość jest jednym z największych mleczarni w regionie, w zakresie produkcji ekologicznej.
Obecność słońca przez ponad 300 dni w roku powoduje, że jest to idealne miejsce do hodowli wiśni, moreli, brzoskwiń, jabłek w sadach oraz prowadzeniu winnic.

## Święto wsi
19 października, w święto patrona miejscowego kościoła św. Iwana organizowane jest święto wsi, w trakcie którego występuje wiele miejscowych amatorów.